# مجلس عوام کانادا
مجلس عوام کانادا (به انگلیسی: House of Commons of Canada) (به فرانسوی: Chambre des communes du Canada) بخشی از پارلمان کانادا است. پادشاه کانادا - در حال حاضر پادشاه چارلز سوم - (به نمایندگی فرماندار کل) و سنا بخش‌های دیگر پارلمان کانادا هستند.تالار مجلس عوام در بلوک مرکزی ساختمان پارلمان (به انگلیسی: Centre Block) در پارلمنت هیل (به انگلیسی: Parliament Hill) شهر اتاوا، استان انتاریو قرار دارد.